# Заборгованість
Заборгованість — сума фінансових зобов'язань, грошових боргів, що підлягає погашенню, поверненню в певний термін. Якщо до цього терміну заборгованість не погашена, то вона стає простроченою.
За видами заборгованості розглядають:
- Дебіторська заборгованість — сума боргів, що належать підприємству, фірмі, компанії з боку інших підприємств, фірм, а також громадян, що є їх боржниками, дебіторами.
- Кредиторська заборгованість — грошові засоби, тимчасово привернуті підприємством, фірмою, що підлягають поверненню юридичним або фізичним особам, у яких вони запозичені і яким вони не виплачені. Кредиторську заборгованість складають в основному нездійснені платежі постачальникам за відвантажені товари, неоплачені податки, неоплачена нарахована заробітна платня, невнесені страхові внески, неоплачені борги.
- Абонентська заборгованість — обов'язок абонента сплатити вже надані йому послуги, термін оплати яких закінчився. У випадку якщо абонент не погашає заборгованість, він може бути позбавлений права подальшого отримання послуг, а заборгованість може бути стягнута в судовому порядку.
- Зовнішній борг, зовнішня заборгованість — сумарні грошові зобов'язання держави, що виражаються грошовою сумою, що підлягає поверненню зовнішнім кредиторам на певну дату, тобто загальна заборгованість країни по зовнішніх позиках і неоплаченим ним відсоткам. Зовнішній державний борг є сукупна заборгованість держави міжнародним банкам, урядам інших країн, приватним іноземним банкам. Розрізняють поточний зовнішній борг даного року, який треба повернути в нинішньому році, і загальний державний зовнішній борг (накопичений), який належить повернути в поточному році і в подальші роки.
- Заборгованість капітальна — зовнішня заборгованість, по якій термін платежу ще не настав.
- Заборгованість по відсотках — сума відсотків, нарахована на розмір заборгованості по основному боргу і ще не сплачена на певну дату.
- Заборгованість умовна — заборгованість, виражена в потенційних зобов'язаннях, які можуть за певних умов перетворитися на реальні. Подібна заборгованість виникає в результаті минулих операцій і залежить від майбутніх подій. Наприклад, умовною заборгованістю є спірна сума податку на прибуток.